# Cyrtophora petersi
Cyrtophora petersi là một loài nhện trong họ Araneidae.
Loài này thuộc chi Cyrtophora. Cyrtophora petersi được Ferdinand Karsch miêu tả năm 1878.